# Enriqueta García Amaro
Enriqueta García Amaro (Ciudad de México, 22 de enero de 1928 - 18 de octubre de 1999) fue una investigadora mexicana, reconocida como la primera ingeniera en topografía e hidrografía y pionera en estudios de climatología en México.

## Trayectoria académica
Obtuvo el grado de Ingeniera Topógrafa e Hidrógrafa con la tesis La fotogrametría como auxiliar de la topografía en la Escuela Nacional de Ingenieros de la Universidad Nacional Autónoma de México, en donde recibió el premio como la mejor pasante de su generación en 1948. 
En 1950 ganó la beca Witbeck y viajó a la Universidad de Wisconsin, donde adaptó la climatología como su línea de investigación. Fue la primera becarla del Instituto de Geografía de la UNAM en el extranjero, y obtuvo el grado de maestra en ciencias (Geografía) en 1970 en la Universidad de Wisconsin.

## Trayectoria profesional
Empezó su carrera profesional en 1946 como ayudante de investigador en el Instituto de Geografía, donde laboró por más de cincuenta años. Durante el inicio de su carrera se dedicó a la fotogrametría aérea y a la cartografía, realizando distintos mapas que han sido de utilidad para diversos estudios biológicos. En 1955 se le otorgó la categoría de investigadora.
Fue fundadora del departamento de Climatología, jefa del Departamento de Geografía Física, integrante del Consejo Interno del Instituto de Geografía e Investigadora Titular de tiempo completo hasta su jubilación en 1977. Tras su jubilación continuó como asesora de investigación en el mismo instituto, durante 22 años más. Desempeñó distintas comisiones institucionales, entre las que sobresalen su participación como integrante del Tribunal Universitario de la Universidad Nacional Autónoma de México (1962-1964), Presidenta del Comité Internacional de Enseñanza y Textos de Geografía del Instituto Panamericano de Geografía e Historia (1972-1976), Consultora de la Organización de las Naciones Unidas a través de la Organización Meteorológica Mundial (1992-1994) y viajó a Centroamérica y el Caribe con el Programa de Capacitación en Aplicaciones y Atlas climáticos.
También impartió clases desde nivel medio superior hasta el posgrado de la Facultad de Ciencias de la Universidad Autónoma de México.

## Publicaciones
Publicó 25 artículos científicos en revistas, 10 libros, 14 capítulos en libros, así como memorias de Congresos nacionales e internacionales, y 12 mapas. Algunas de sus obras son:
- Carta de Climas de la República Mexicana, CETENAL-Instituto de Geografía de la UNAM, 1970.
- Estados Unidos Mexicanos: carta de climas, 1983.
- Carta de climas del país, Comisión Nacional para el Conocimiento y Uso de la Biodiversidad, 1998.[8]
- Modificaciones al sistema de clasificación climática de köppen para adaptarlo a las condiciones de la república mexicana, 1973.
- Aspectos climáticos de las zonas áridas del norte de la altiplanicie mexicana, 1985.
- Apuntes de climatología, 1986

## Climatología en México
Su esposo el doctor Faustino Miranda tuvo una fuerte influencia en el enfoque de la maestra Enriqueta García de relacionar el Sistema de Köppen al análisis de la vegetación de México, abriendo el campo de la investigación en el área de la ecología y la climatología. Esta colaboración facilitó la interacción entre geógrafos, climatólogos y ecólogos para analizar las áreas de distribución de los tipos de vegetación en regiones de las que se tenían poca información de campo.
Se le reconoce por crear el sistema de clasificación climática adaptando el de Köppen a las características físicas de México, adicionó dos elementos: el viento y la presión atmosférica, lo que permitió explorar la distribución geográfica de las plantas, animales, microorganismos, entre otros fenómenos y procesos biológicos. Sus trabajos han apoyado en la comprensión de las causas de la variación ambiental de México, así como entender sus aspectos climáticos y sobre todo a reconocer la importancia de la interacción de las disciplinas científicas.

## Reconocimientos
2014 - Reconocimiento Mujeres en Ciencias Formales y Naturales (Geografía), Paseo de la Mujer Mexicana.